# Sutorīmingu, CD, Rekōdo
Sutorīmingu, CD, Rekōdo (ストリーミング、CD、レコード?) è il quinto album in studio del gruppo giapponese Gesu no Kiwami Otome. È stato pubblicato il 1º maggio 2020 da TACO RECORDS.

## Background
Sutorīmingu, CD, Rekōdo è stato pubblicato dopo circa 1 anno e 10 mesi dal loro ultimo album Suki nara towanai (好きなら問わない?) sempre con l'etichetta indipendente TACO RECORDS.
Inizialmente era stato annunciato che sarebbe stato pubblicato nell'aprile 2020, ma il 16 aprile 2020 è stato annunciato sul Twitter ufficiale che tutte le canzoni sarebbero state pre-distribuite il 1º maggio dello stesso anno. Il giorno successivo all'annuncio, è iniziata la distribuzione della canzone 人生の針 (Jinsei no hari?), inclusa nell'album.
Successivamente, il 2 maggio dello stesso anno, in un evento in live streaming per celebrare il lancio della distribuzione dell'album, la band ha annunciato l'uscita della "Deluxe Edition" (CD), che includeva un Blu-ray o un DVD dello show di Osaka dell'anno precedente e il primo vinile della band.
Il 14 luglio 2020, in risposta al crescente numero di ascoltatori internazionali sui servizi di streaming, sono stati pubblicati su YouTube tre video contenenti cover in inglese dei brani 人生の針 (Jinsei no hari?), 私以外も私 (Watashi igai mo watashi?, Don't call me honey) e 綺麗になってシティーポップを歌おう (Kirei ni natte shitīpoppu o utaou?). Le cover sono state eseguite dalla cantante Sincere Tanya.

## Tracce
Testi e musiche di Enon Kawatani.
1. 人生の針 (Jinsei no hari?) – 4:06
2. 私以外も私 (Watashi igai mo watashi?) – 3:56
3. 秘めない私 (Himenai watashi?) – 3:50
4. 綺麗になってシティーポップを歌おう (Kirei ni natte shitīpoppu o utaou?) – 3:50
5. 哀愁感ゾンビ (Aishū-kan zonbi?) – 3:00
6. ドグマン (Doguman?) – 3:58
7. 問いかけはいつもためらうためにある (Toikake wa itsumo tamerau tame ni aru?) – 3:08
8. 蜜と遠吠え (Mitsu to tōboe?) – 3:55
9. 透明な嵐 (Tōmeina arashi?) – 3:49
10. フランチャイズおばあちゃん (Furanchaizu o bāchan?) – 3:44
11. キラーボールをもう一度 (Kirābōru o mōichido?) – 3:47
12. マルカ (Maruka?) – 4:02

## Classifiche
- 1° (Oricon Japan classifica settimanale[8], Billboard Japan Download Albums[9]))
- 6° (Oricon)